# Eleições estaduais no Rio Grande do Norte em 1958
As eleições estaduais no Rio Grande do Norte em 1958 ocorreram em 3 de outubro como parte das eleições gerais no Distrito Federal, 20 estados e nos territórios federais do Acre, Amapá, Rondônia e Roraima. Foram eleitos o senador Dix-Huit Rosado, além de sete deputados federais e trinta e quatro deputados estaduais.
Médico formado na Universidade Federal da Bahia em 1935, Dix-Huit Rosado nasceu em Mossoró e prestou serviços à Polícia Militar do Rio Grande do Norte, onde chefiou o serviço de saúde e alcançou o posto de tenente-coronel. Também agropecuarista, industrial e jornalista, atuou na exploração de gipsita, foi presidente do Conselho Nacional de Cooperativismo e em sua cidade natal dirigiu o Diário de Mossoró e a Rádio Tapuia. Eleito deputado estadual pela UDN em 1947, migrou para o PR e assistiu a eleição de seu irmão, Dix-Sept Rosado, para o governo potiguar em 1950, ano em que Dix-Huit Rosado foi eleito deputado federal, mandato que renovou em 1954 via PSD. De volta à UDN, foi eleito senador em 1958, embora tenha renunciado em dezembro de 1966 para assumir a presidência do Instituto Nacional do Desenvolvimento Agrário.

## Resultado da eleição para senador
Conforme o Tribunal Superior Eleitoral houve 169.880 votos nominais, 15.903 votos em branco (8,11%) e 10.228 votos nulos (5,22%), resultando no comparecimento de 196.011 eleitores.
| Candidatos a senador da República | Candidatos a suplente de senador | Número | Coligação           | Votação | Percentual |
| --------------------------------- | -------------------------------- | ------ | ------------------- | ------- | ---------- |
| Dix-Huit Rosado UDN               | Ver abaixo -                     | -      | UDN, PR             | 84.264  | 49,60%     |
| José Augusto Varela PSD           | Ver abaixo -                     | -      | PSD (sem coligação) | 78.473  | 46,19%     |
| Kerginaldo Cavalcanti PSP         | Ver abaixo -                     | -      | PSP (sem coligação) | 7.143   | 4,21%      |
| Fontes:                           |                                  |        |                     |         |            |

## Resultado da eleição para suplente de senador
Conforme o Tribunal Superior Eleitoral houve 145.072 votos nominais, 42.258 votos em branco (21,56%) e 8.681 votos nulos (4,43%), resultando no comparecimento de 196.011 eleitores.
| Candidatos a senador da República | Candidatos a suplente de senador    | Número | Coligação           | Votação | Percentual |
| --------------------------------- | ----------------------------------- | ------ | ------------------- | ------- | ---------- |
| Ver acima -                       | Sílvio Pedrosa PSD                  | -      | PSD (sem coligação) | 72.225  | 49,79%     |
| Ver acima -                       | José Bezerra de Araújo UDN          | -      | UDN, PR             | 64.925  | 44,75%     |
| Ver acima -                       | Pedro Cavalcanti de Albuquerque PSP | -      | PSP (sem coligação) | 7.922   | 5,46%      |
| Fontes:                           |                                     |        |                     |         |            |

## Deputados federais eleitos
São relacionados os candidatos eleitos com informações complementares da Câmara dos Deputados. Foram apurados 181.641 votos válidos, 12.149 votos em branco (6,20%) e 2.221 votos nulos (1,13%) resultando no comparecimento de 196.011 eleitores.

Representação eleita
  PSD: 4
  UDN: 3

| Deputados federais eleitos | Partido | Votação | Percentual | Cidade onde nasceu    | Unidade federativa  |
| Aluizio Alves              | UDN     | 23.726  | 12,24%     | Angicos               | Rio Grande do Norte |
| Djalma Marinho             | UDN     | 20.244  | 10,45%     | São José do Campestre | Rio Grande do Norte |
| Xavier Fernandes           | PSD     | 20.071  | 10,36%     | Mossoró               | Rio Grande do Norte |
| Teodorico Bezerra          | PSD     | 19.615  | 10,12%     | Santa Cruz            | Rio Grande do Norte |
| Tarcísio Maia              | UDN     | 19.242  | 9,93%      | Brejo do Cruz         | Paraíba             |
| Jessé Freire               | PSD     | 18.525  | 9,56%      | Macaíba               | Rio Grande do Norte |
| Clóvis Motta               | PSD     | 13.615  | 7,03%      | Campina Grande        | Paraíba             |
| Fontes:                    |         |         |            |                       |                     |

## Deputados estaduais eleitos
Estavam em jogo trinta e quatro cadeiras na Assembleia Legislativa do Rio Grande do Norte.

Representação eleita
  UDN: 15
  PSD: 13
  PTB: 3
  PTN: 2
  PDC: 1

| Deputados estaduais eleitos      | Partido | Votação | Percentual | Cidade onde nasceu    | Unidade federativa  |
| Vingt Rosado                     | UDN     | 7.395   | 3,77%      | Mossoró               | Rio Grande do Norte |
| Vicente Mota Neto                | PSD     | 4.657   | 2,37%      | Mossoró               | Rio Grande do Norte |
| Moacir Duarte                    | UDN     | 4.242   | 2,16%      | Natal                 | Rio Grande do Norte |
| Onésio Fernandes Maia            | UDN     | 3.510   | 1,79%      | Caraúbas              | Rio Grande do Norte |
| Edgard Borges Montenegro         | UDN     | 3.502   | 1,78%      | Assu                  | Rio Grande do Norte |
| José Vinício Dantas              | PSD     | 3.377   | 1,72%      | Jucurutu              | Rio Grande do Norte |
| Manoel de Medeiros Brito         | UDN     | 3.371   | 1,71%      | Jardim do Seridó      | Rio Grande do Norte |
| Manoel Torres de Araújo          | PSD     | 3.308   | 1,68%      | Timbaúba dos Batistas | Rio Grande do Norte |
| Jocelyn Vilar                    | PSD     | 3.282   | 1,67%      | Natal                 | Rio Grande do Norte |
| José Vasconcelos da Rocha        | PTN     | 3.242   | 1,65%      | São Rafael            | Rio Grande do Norte |
| Osnir Valmir de Freitas Vargas   | PSD     | 3.008   | 1,53%      | Caiçara do Norte      | Rio Grande do Norte |
| Roberto Pereira Varela           | UDN     | 3.002   | 1,53%      | Ceará-Mirim           | Rio Grande do Norte |
| José Bezerra de Araújo           | UDN     | 2.967   | 1,51%      | Currais Novos         | Rio Grande do Norte |
| Radir Pereira de Araújo          | PTB     | 2.962   | 1,51%      | Currais Novos         | Rio Grande do Norte |
| Luís de Gonzaga Barros           | PSD     | 2.910   | 1,48%      | Natal                 | Rio Grande do Norte |
| Waldemar de Sousa Veras          | UDN     | 2.834   | 1,44%      | Alexandria            | Rio Grande do Norte |
| Manoel Avelino Sobrinho          | PSD     | 2.833   | 1,44%      | Areia Branca          | Rio Grande do Norte |
| Márcio Djalma Cavalcante Marinho | UDN     | 2.770   | 1,41%      | Natal                 | Rio Grande do Norte |
| Newton Pinto                     | PSD     | 2.710   | 1,38%      | Goianinha             | Rio Grande do Norte |
| João Aureliano de Lima           | PSD     | 2.738   | 1,39%      | Várzea                | Rio Grande do Norte |
| Olavo Lacerda Montenegro         | PSD     | 2.696   | 1,37%      | Assu                  | Rio Grande do Norte |
| Antônio Morais Neto              | UDN     | 2.694   | 1,37%      | Lagoa Salgada         | Rio Grande do Norte |
| Israel Ferreira Nunes            | PSD     | 2.672   | 1,36%      | Mossoró               | Rio Grande do Norte |
| Aluísio Bezerra                  | PSD     | 2.624   | 1,33%      | Santa Cruz            | Rio Grande do Norte |
| Gastão Mariz de Faria            | UDN     | 2.614   | 1,33%      | Parnamirim            | Rio Grande do Norte |
| José Fernandes de Melo           | UDN     | 2.600   | 1,32%      | Currais Novos         | Rio Grande do Norte |
| Carlos Borges de Medeiros        | UDN     | 2.587   | 1,31%      | Caicó                 | Rio Grande do Norte |
| João Inácio de Carvalho Neto     | UDN     | 2.498   | 1,27%      | Carnaúba dos Dantas   | Rio Grande do Norte |
| Cortez Pereira                   | UDN     | 2.468   | 1,25%      | Currais Novos         | Rio Grande do Norte |
| Jácio Luiz Bezerra Fiúza         | PSD     | 2.453   | 1,25%      | Santa Cruz            | Rio Grande do Norte |
| Ângelo José Varela               | PDC     | 2.434   | 1,24%      | Natal                 | Rio Grande do Norte |
| Floriano Bezerra de Araújo       | PTB     | 2.224   | 1,13%      | Afonso Bezerra        | Rio Grande do Norte |
| Ramiro Pereira da Silva          | PTB     | 1.844   | 0,94%      | Lajes                 | Rio Grande do Norte |
| Luiz Ignácio Maranhão Filho      | PTN     | 1.250   | 0,63%      | Natal                 | Rio Grande do Norte |
| Fontes:                          |         |         |            |                       |                     |